# Commaladera foveicollis
Commaladera foveicollis är en skalbaggsart som beskrevs av Brenske 1900. Commaladera foveicollis ingår i släktet Commaladera och familjen Melolonthidae. Inga underarter finns listade i Catalogue of Life.